# Playa de Talamanca
La playa de la cala de Talamanca se encuentra en el municipio de Ibiza. 
Es una bahía cerrada, poco profunda y protegida de los vientos. Situada a 2 km de la villa y el puerto de Ibiza hace que tenga una amplia oferta de servicios y líneas regulares de autobuses y barcos.
La playa es de arena fina de origen natural. El fondo es de arena y vegetación submarina. A cierta profundidad, muchos metros hacia dentro, alterna con zonas de roca. La orientación hacia el sureste hace que los vientos dominantes sean de mar a tierra proveniente del sur.
El 11 de julio de 2007 quedó afectada por la contaminación causada por el accidente del buque Don Pedro.
Estudios recientes indican que ya no queda contaminación aunque el barco descansa en los fondos marinos enfrente de la bahía.

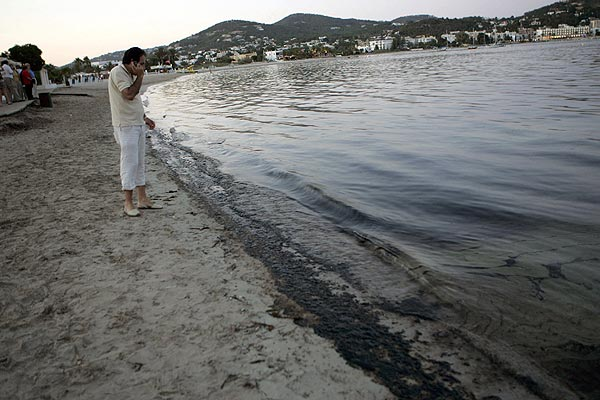
Playa de Talamanca, afectada por los vertidos del buque Don Pedro.